# Campioni italiani assoluti di atletica leggera indoor - 1500 metri piani femminili
Questa pagina raccoglie un elenco di tutte le campionesse italiane dell'atletica leggera nei 1500 metri piani indoor, specialità introdotta ai campionati italiani assoluti di atletica leggera indoor nel 1972. Da allora questa specialità continua a far parte del programma della manifestazione.

## Albo d'oro
| Anno | Atleta (società)                                      | Prestazione                             |
| ---- | ----------------------------------------------------- | --------------------------------------- |
| 1972 | Giuseppina Torello Alco Torino                        | 4'42"2(m)                               |
| 1973 | Giuseppina Torello Alco Torino                        | 4'29"9(m)                               |
| 1974 | Margherita Gargano Unione Sportiva Palermo            | 4'27"3(m)                               |
| 1975 | Margherita Gargano Unione Sportiva Palermo            | 4'23"6(m)                               |
| 1976 | Margherita Gargano Unione Sportiva Palermo            | 4'22"58                                 |
| 1977 | Fiorita Tormena AICS Conegliano                       | 4'33"65                                 |
| 1978 | Silvana Cruciata Fiamma Roma                          | 4'18"8(m)                               |
| 1979 | Agnese Possamai Fiamma Belluno                        | 4'18"5(m)                               |
| 1980 | Agnese Possamai Fiamma Belluno                        | 4'18"7(m)                               |
| 1981 | Agnese Possamai Fiamma Belluno                        | 4'16"77                                 |
| 1982 | Gabriella Dorio Iveco Brescia                         | 4'07"61                                 |
| 1983 | Gabriella Dorio Iveco Torino                          | 4'15"21                                 |
| 1984 | Agnese Possamai Fiamma Belluno                        | 4'06"83                                 |
| 1985 | Sonia Crespiatico Snam                                | 4'29"23                                 |
| 1986 | Agnese Possamai Fiamma Dolomiti Belluno               | 4'23"77                                 |
| 1987 | Valentina Tauceri SNIA BPD Milano                     | 4'26"92                                 |
| 1988 | Valentina Tauceri SNIA BPD Milano                     | 4'18"13                                 |
| 1989 | Titolo non assegnato per errore tecnico               | Titolo non assegnato per errore tecnico |
| 1990 | Elisa Rea Naf Pro Sport                               | 4'15"92                                 |
| 1991 | Marzia Gazzetta Chimica Friuli                        | 4'22"14                                 |
| 1992 | Elisa Rea CUS Roma                                    | 4'16"33                                 |
| 1993 | Elisa Rea CUS Roma                                    | 4'15"80                                 |
| 1994 | Elisa Vagnini PAF Verona                              | 4'22"62                                 |
| 1995 | Elisa Vagnini PAF Verona                              | 4'24"66                                 |
| 1996 | Elisa Rea Gruppo Sportivo Forestale                   | 4'21"59                                 |
| 1997 | Serenella Sbrissa CUS Universo Bologna                | 4'22"04                                 |
| 1998 | Elisa Rea Gruppo Sportivo Forestale                   | 4'11"49                                 |
| 1999 | Mara Cerini Pro Patria Milano                         | 4'27"56                                 |
| 2000 | Sara Palmas CUS Cagliari                              | 4'21"33                                 |
| 2001 | Sara Palmas CUS Cagliari                              | 4'15"90                                 |
| 2002 | Sara Palmas CUS Cagliari                              | 4'19"37                                 |
| 2003 | Michela Zanatta Fondiaria SAI Atletica                | 4'20"23                                 |
| 2004 | Michela Zanatta Fondiaria SAI Atletica                | 4'29"00                                 |
| 2005 | Sara Palmas CUS Cagliari                              | 4'17"83                                 |
| 2006 | Elisa Cusma Piccione Centro Sportivo Esercito         | 4'17"17                                 |
| 2007 | Sara Palmas Centro Sportivo Esercito                  | 4'20"50                                 |
| 2008 | Agnes Tschurtschenthaler Gruppo Sportivo Forestale    | 4'20"15                                 |
| 2009 | Elisa Cusma Piccione Centro Sportivo Esercito         | 4'19"16                                 |
| 2010 | Elisa Cusma Piccione Centro Sportivo Esercito         | 4'19"45                                 |
| 2011 | Sara Palmas Centro Sportivo Esercito                  | 4'29"79                                 |
| 2012 | Elisa Cusma Piccione Centro Sportivo Esercito         | 4'17"79                                 |
| 2013 | Margherita Magnani Gruppi Sportivi Fiamme Gialle      | 4'14"54                                 |
| 2014 | Margherita Magnani Gruppi Sportivi Fiamme Gialle      | 4'11"98                                 |
| 2015 | Giulia Viola Gruppi Sportivi Fiamme Gialle            | 4'13"20                                 |
| 2016 | Marta Zenoni Atletica Bergamo 1959                    | 4'24"59                                 |
| 2017 | Giulia Aprile Centro Sportivo Esercito                | 4'31"67                                 |
| 2018 | Margherita Magnani Gruppi Sportivi Fiamme Gialle      | 4'17"11                                 |
| 2019 | Giulia Aprile Centro Sportivo Esercito                | 4'18"13                                 |
| 2020 | Gaia Sabbatini Gruppo Sportivo Fiamme Azzurre         | 4'13"62                                 |
| 2021 | Gaia Sabbatini Gruppo Sportivo Fiamme Azzurre         | 4'13"70                                 |
| 2022 | Giulia Aprile Centro Sportivo Esercito                | 4'18"51                                 |
| 2023 | Ludovica Cavalli Centro Sportivo Aeronautica Militare | 4'08"00                                 |